# Мост Ваньсянь
Мост Ваньсянь или Мост Ваньчжоу(кит. 万州长江公路大桥) — мост, пересекающий реку Янцзы, расположенный на территории района Ваньчжоу (бывшего уезда Ваньсянь) города центрального подчинения Чунцин; 12-й по длине основного пролёта арочный мост в мире (9-й в Китае). Является частью скоростной автодороги G318 Шанхай — Чжанму.

## Характеристика
Мост соединяет западный и восточный берега реки Янцзы на территории района Ваньчжоу. 
Длина — 864,12 м. Мост представлен однопролётной арочной конструкцией с дорожным полотном сверху. Длина основного пролёта — 420 м. Высота арочного свода 133 м над уровнем воды. Арочная конструкция сплошностенчатая (по принципу балочных конструкций) и выполнена из железобетона. Конструкция имеет поперечные связи (вертикальные опоры) между дорожным полотном и арочным сводом. Длиннейший арочный мост из железобетона в мире.
Имеет 6 полос движения (по три в обе стороны). 